# St. Mary (Missouri)
Saint Mary és una població del Comtat de Sainte Genevieve a l'estat de Missouri (Estats Units d'Amèrica).

## Demografia
Segons el cens dels Estats Units del 2000 tenia 377 habitants, 167 habitatges, i 100 famílies. La densitat de població era de 242,6 habitants per km².
Dels 167 habitatges en un 23,4% hi vivien nens de menys de 18 anys, en un 47,9% hi vivien parelles casades, en un 9% dones solteres, i en un 40,1% no eren unitats familiars. En el 32,3% dels habitatges hi vivien persones soles el 15% de les quals corresponia a persones de 65 anys o més que vivien soles. El nombre mitjà de persones vivint en cada habitatge era de 2,26 i el nombre mitjà de persones que vivien en cada família era de 2,93.
Per edats la població es repartia de la següent manera: un 23,6% tenia menys de 18 anys, un 6,9% entre 18 i 24, un 27,6% entre 25 i 44, un 25,5% de 45 a 60 i un 16,4% 65 anys o més.
L'edat mediana era de 39 anys. Per cada 100 dones de 18 o més anys hi havia 101,4 homes.
La renda mediana per habitatge era de 27.000 $ i la renda mediana per família de 31.964 $. Els homes tenien una renda mediana de 34.375 $ mentre que les dones 14.583 $. La renda per capita de la població era de 16.825 $. Entorn del 7,9% de les famílies i el 13,2% de la població estaven per davall del llindar de pobresa.

## Poblacions properes
El següent diagrama mostra les poblacions més properes.